# Gemeinde Mozirje

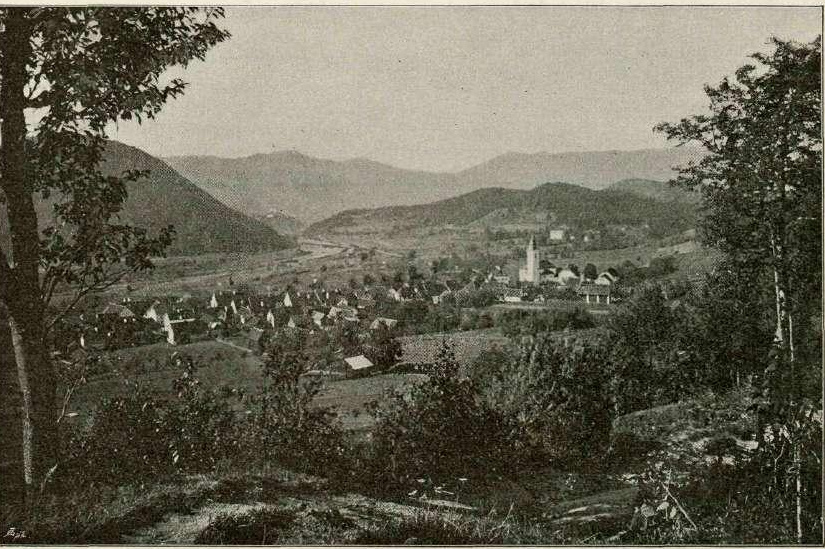
Mozirje 1897

Mozirje (deutsch: Prassberg) ist eine aus acht Ortschaften bestehende Gemeinde im Oberen Savinja-Tal in der historischen Landschaft Spodnja Štajerska, Region Savinjska in Slowenien.
Hauptort ist die an der Oberen Savinja liegende Ortschaft Mozirje.

## Lage
Die aus acht Ortschaften bestehenden Gemeinde liegt beim Skigebiet des Berges Golte (1573 m). Auf den Golte fährt Sloweniens längste Luftseilbahn.

## Ortsteile
(in Klammern die bis 1918 gebräuchlichen deutschsprachigen Ortsbezeichnungen)
- Brezje (dt.: Wresie)
- Dobrovlje pri Mozirju (dt.: Dobroll)
- Lepa Njiva
- Ljubija, (dt.: Schönacker)
- Loke pri Mozirju (dt.: Laak)
- Mozirje (dt.: Prassberg)
- Radegunda (dt.: Sankt Radegund)
- Šmihel nad Mozirjem (dt.: Sankt Michael)

## Sehenswürdigkeiten
- Botanischer Garten Mozirski gaj[3] im Ort Mozirje
- Golte Landschaftsschutzpark
- Golte-Skigebiet
- Oberes Savinja-Tal

## Nachbargemeinden
| Ljubno            | Šoštanj                                     | Šoštanj         |
| Rečica ob Savinji | Kompassrose, die auf Nachbargemeinden zeigt | Šmartno ob Paki |
| Nazarje           |                                             | Braslovče       |

## Persönlichkeiten
- Marko Vincenc Lipold (* 1816 in Praßberg; † 22. 1883 ), Montanist und Geologe